# Renault Type EU
La Type EU è un'autovettura di classe alta prodotta tra il 1919 e il 1921 dalla casa automobilistica francese Renault.

## Profilo
In realtà la Type EU fu lanciata ufficialmente nel 1917, ma a causa delle difficoltà derivanti dal primo conflitto mondiale stentò ad affermarsi nei primi due anni. A partire dal 1919, però, si ebbero i primi risultati commerciali. La ragione di tale successo nelle vendite stava nel fatto che il pubblico, lasciatosi alle spalle l'orrore della guerra appena terminata, poté accorgersi di fatto di quanto la EU proponeva, ossia delle linee meno squadrate e caratterizzate da spigoli più smussati e angoli più tondeggianti, nonché da un corpo vettura più dinamico.
La Type EU era equipaggiata da un 4 cilindri da 2812 cm³ e fu proposta principalmente come torpedo o come coupé de ville.